# Bechuanalandprotektoratet

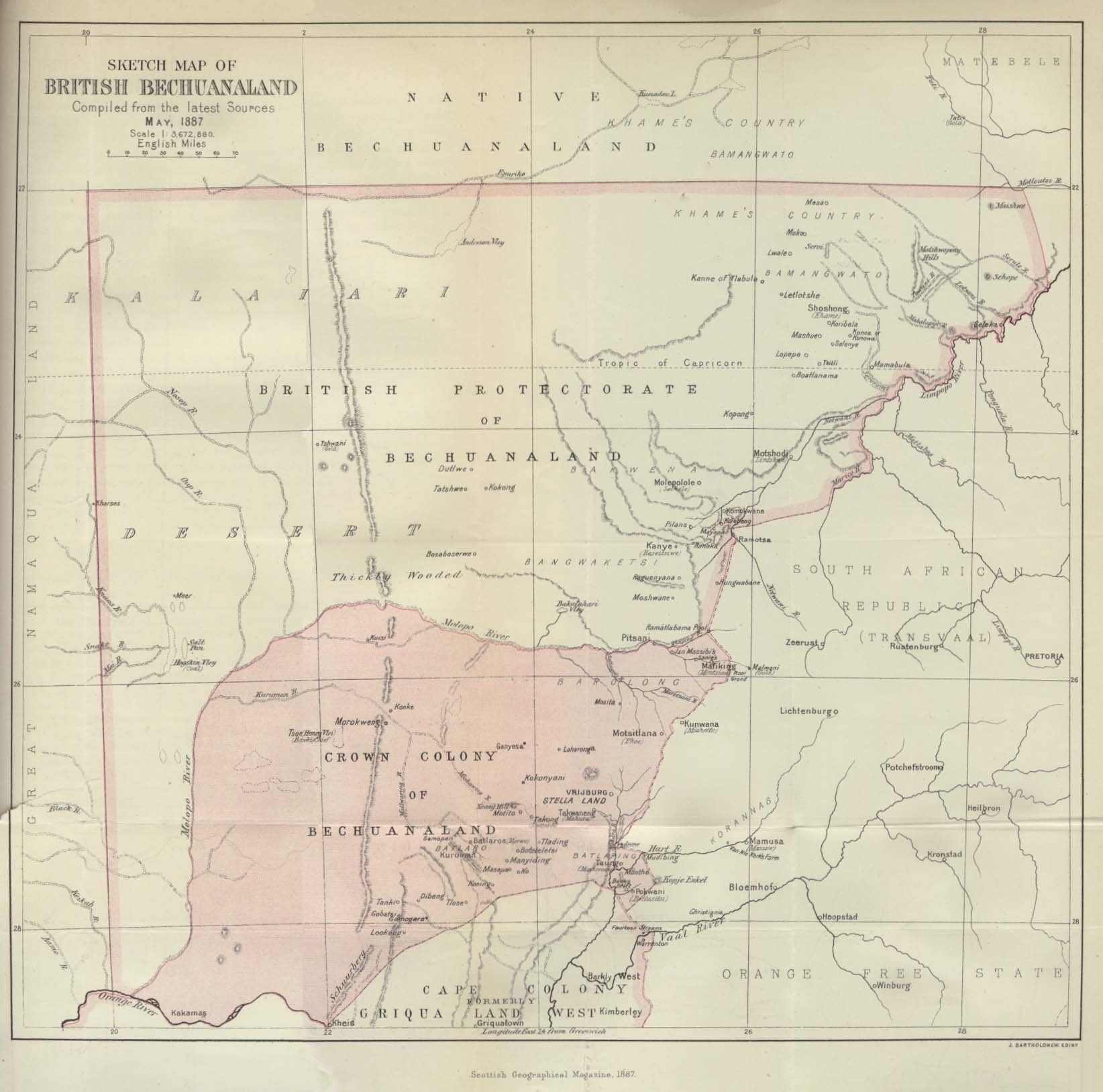
Brittiska Bechuanaland och Bechuanalandprotektoratet 1887.

Bechuanaland var ett brittiskkontrollerat område i södra Afrika, som idag har delats mellan Botswana och Sydafrika. 
Den större och norra delen benämndes åren 1885–1966 Bechuanaland-protektoratet och var ett brittiskt protektorat. Den 30 september 1966 erhöll landet självständighet under namnet Botswana.
Den mindre och sydligare delen utgjorde en brittisk koloni vid namn Brittiska Bechuanaland. Den integrerades i slutet av 1800-talet i Kapkolonin och är idag en del av Sydafrika. 

## Frimärken
Bechuanalands frimärken utgavs åren 1888–1966. Övertryckta frimärken utgavs fram till 1932, då de första frimärkena med texten "Bechuanaland Protectorate" utgavs. 1962 infördes sydafrikansk rand, vilket nödvändiggjorde avgiftsbelagda frimärken fram tills de nya kunde utfärdas.

### Galleri med frimärken

Bilder med frimärken
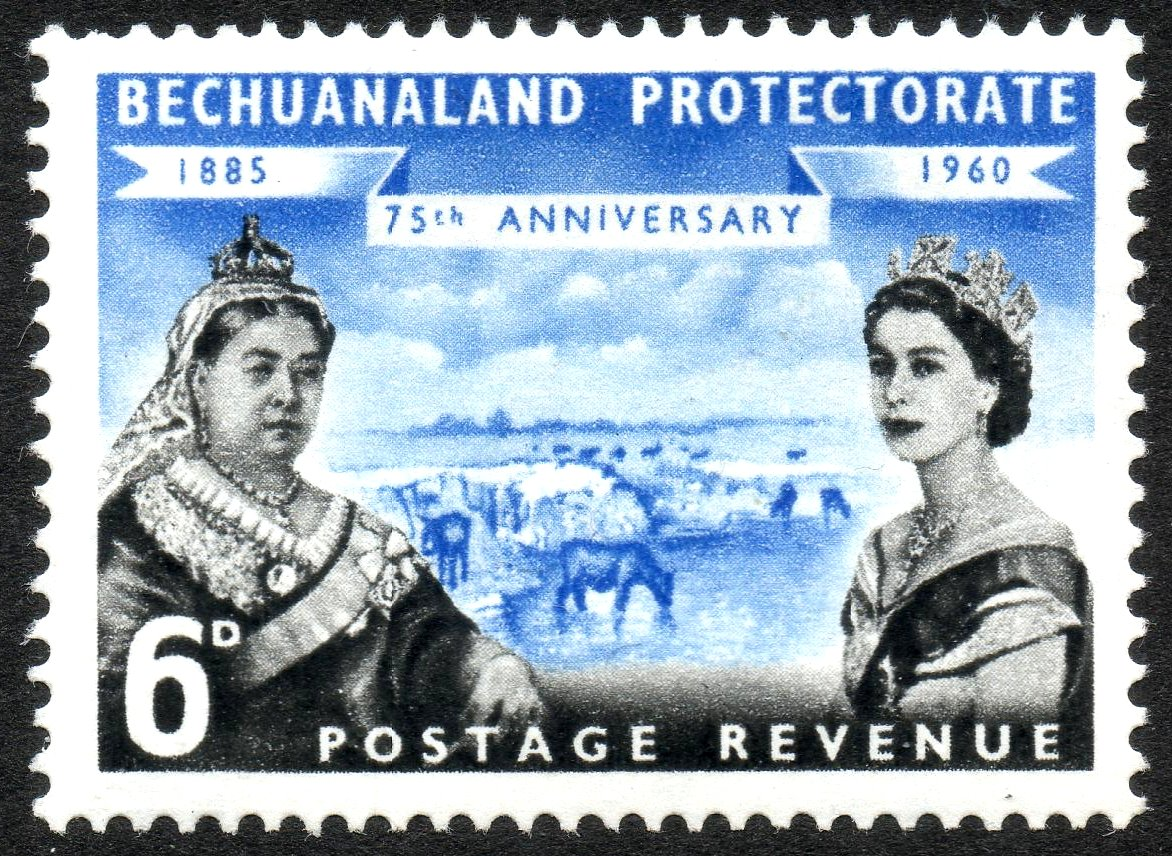
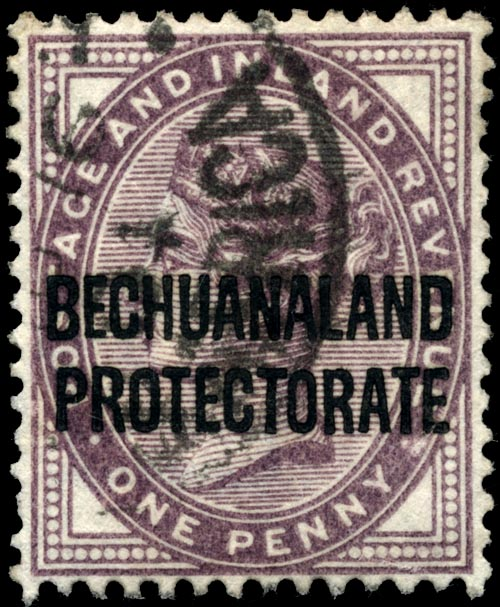
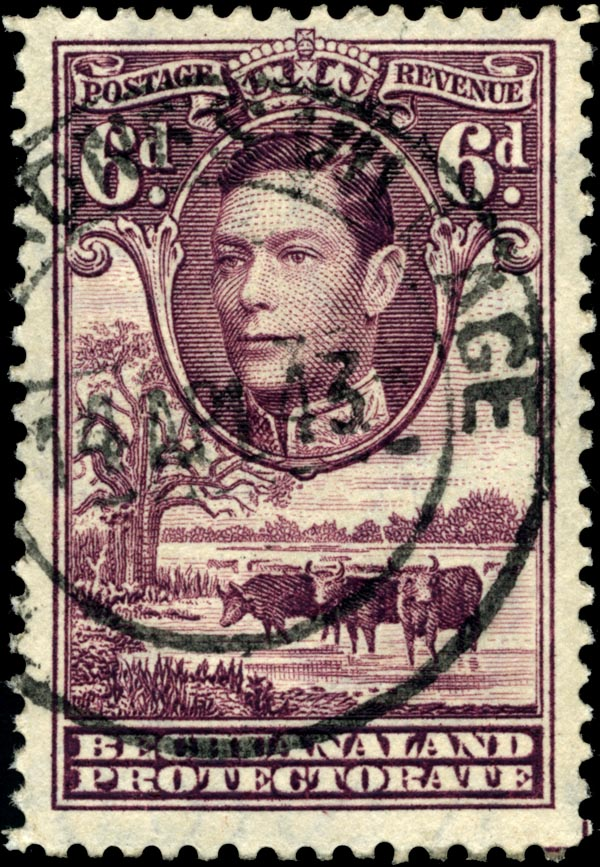
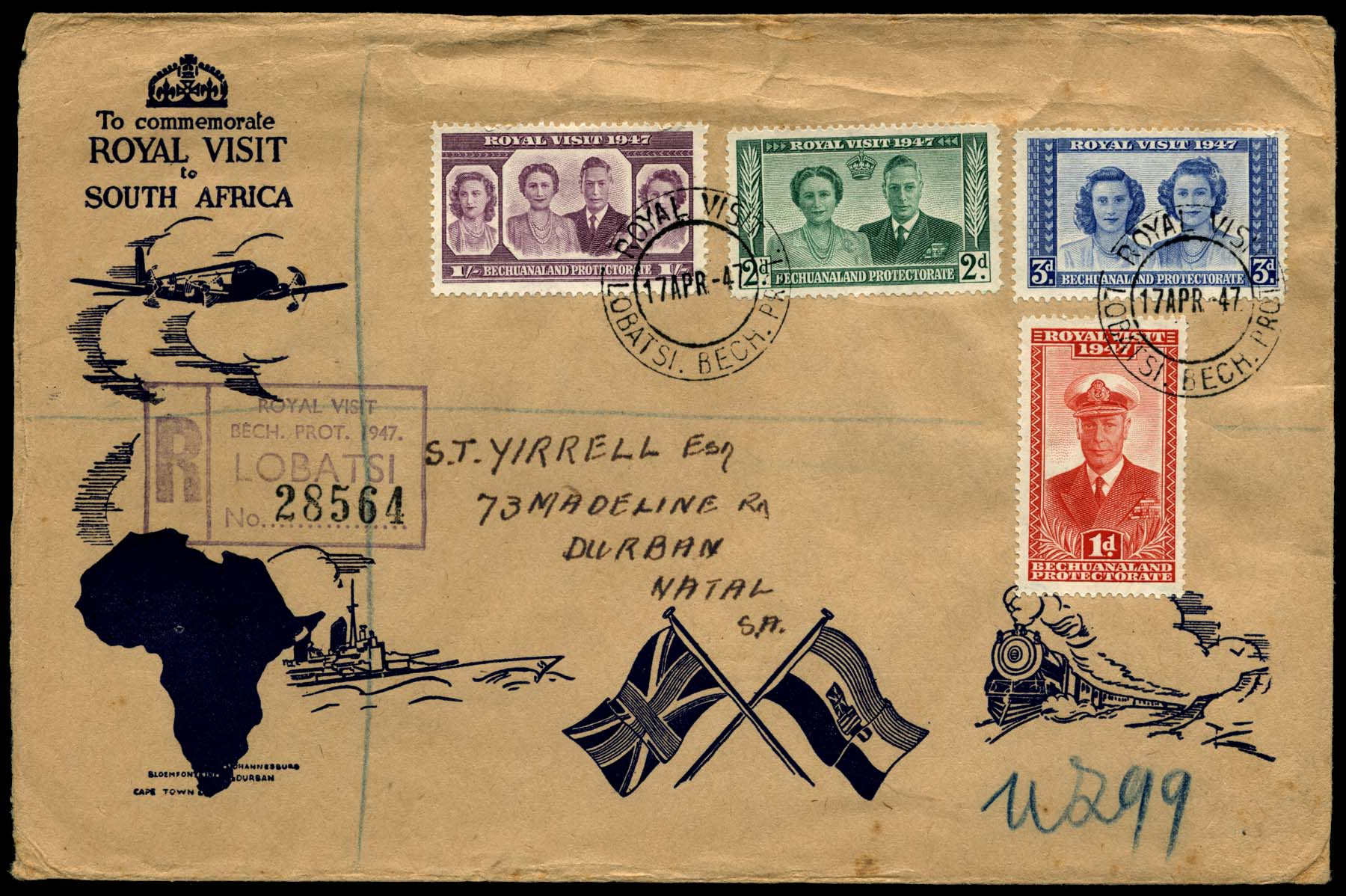